# مخزن سد بارباته
مخزن سد بارباته یک مخزن سد در آلکالا د لس گازولس ، استان کادیز ، اندلس ، اسپانیا است.